# Asociación Deportiva Intipucá Fútbol Clube
L'ADI F.C. est un club de football salvadorien basé à Intipucá dans le Département de La Unión.
Le club, fondé en 1970, évolue en deuxième division salvadorienne depuis l'année 2005.